# Thysanocraspeda nudata
Thysanocraspeda nudata är en fjärilsart som beskrevs av W. Warren 1905. Thysanocraspeda nudata ingår i släktet Thysanocraspeda och familjen Uraniidae. Inga underarter finns listade i Catalogue of Life.